# Ikimono no Kiroku
Ikimono no Kiroku (生きものの記録, lit. "registro de um ser vivo") (bra: Anatomia do Medo/prt: Viver no Medo) é um filme japonês de drama de 1955 dirigido por Akira Kurosawa, produzido por Sōjirō Motoki e co-escrito por Kurosawa, Shinobu Hashimoto e Hideo Oguni. O filme gira em torno de um idoso proprietário de uma fábrica japonesa tão aterrorizado com a perspectiva de um ataque nuclear que fica determinado a transferir toda a sua família, no que ele acredita ser um local seguro, a uma fazenda no Brasil.
O filme é estrelado por Toshiro Mifune e Takashi Shimura, frequentes colaboradores de Kurosawa, além de ser o último longa do diretor com a presença do compositor Fumio Hayasaka, que morreu enquanto trabalhava nele. É em preto e branco e dura 103 minutos. O filme foi inscrito no Festival de Cinema de Cannes de 1956.

## Sinopse
Kiichi Nakajima (Toshiro Mifune) é um idoso e proprietário de uma fábrica de fundição que está convencido de que seus familiares serão todos mortos em uma guerra nuclear iminente se permanecerem no Japão, então ele resolve mudar sua família ao Brasil. Ele não se importa que possa tornar as coisas estranhas ao querer trazer seus três filhos ilegítimos e duas amantes junto com sua esposa e os quatro filhos que eles têm juntos, dizendo que nada é mais importante do que a sobrevivência.
Os três filhos mais velhos de Kiichi convencem sua esposa a tentar fazer com que ele seja considerado incompetente, a fim de impedi-lo de desperdiçar dinheiro em seu plano, e eles o levam perante uma arbitragem de três homens que inclui o Dr. Harada (Takashi Shimura). Harada, um dentista voluntário, simpatiza com as preocupações de Kiichi e ressalta que seu medo está presente em todos. Ele se pergunta, em voz alta, se não pode ser errado rotular alguém como incompetente simplesmente por estar mais preocupado do que o cidadão comum, mas o conselho decide que o comportamento irracional de Kiichi justifica remover seu controle sobre os gastos financeiros da família.
Logo depois, Kiichi tenta encontrar uma maneira de seguir com seu plano, mas os seus esforços falham e o seu estado mental começa a deteriorar-se mais rapidamente quando ele já não sente que está a fazer alguma coisa para salvar todos das armas nucleares. Cada vez mais desesperado, ele decide que sua família estará disposta a ir com ele para a América do Sul se não tiverem mais empregos e renda no Japão, nisso, ele incendeia a fábrica. Quando isso é descoberto, sua angústia chega ao limite depois que alguns de seus funcionários o classificam como incosequente e seu genro argumenta que, dada a quantidade de armas nucleares no mundo, nenhum lugar é realmente seguro.
Harada visita Kiichi no hospício. Enquanto espera para ser levado ao seu quarto, Harada conversa com um psicólogo, que comenta que achou o caso de Kiichi particularmente preocupante, pois o fez se perguntar se seria mais insano ignorar a ameaça nuclear do que aceitá-la. Harada descobre que Kiichi acredita que escapou para outro planeta. Durante a visita, porém, Kiichi fica agitado ao ver o Sol pela janela e pensa que é a Terra queimando.

## Elenco

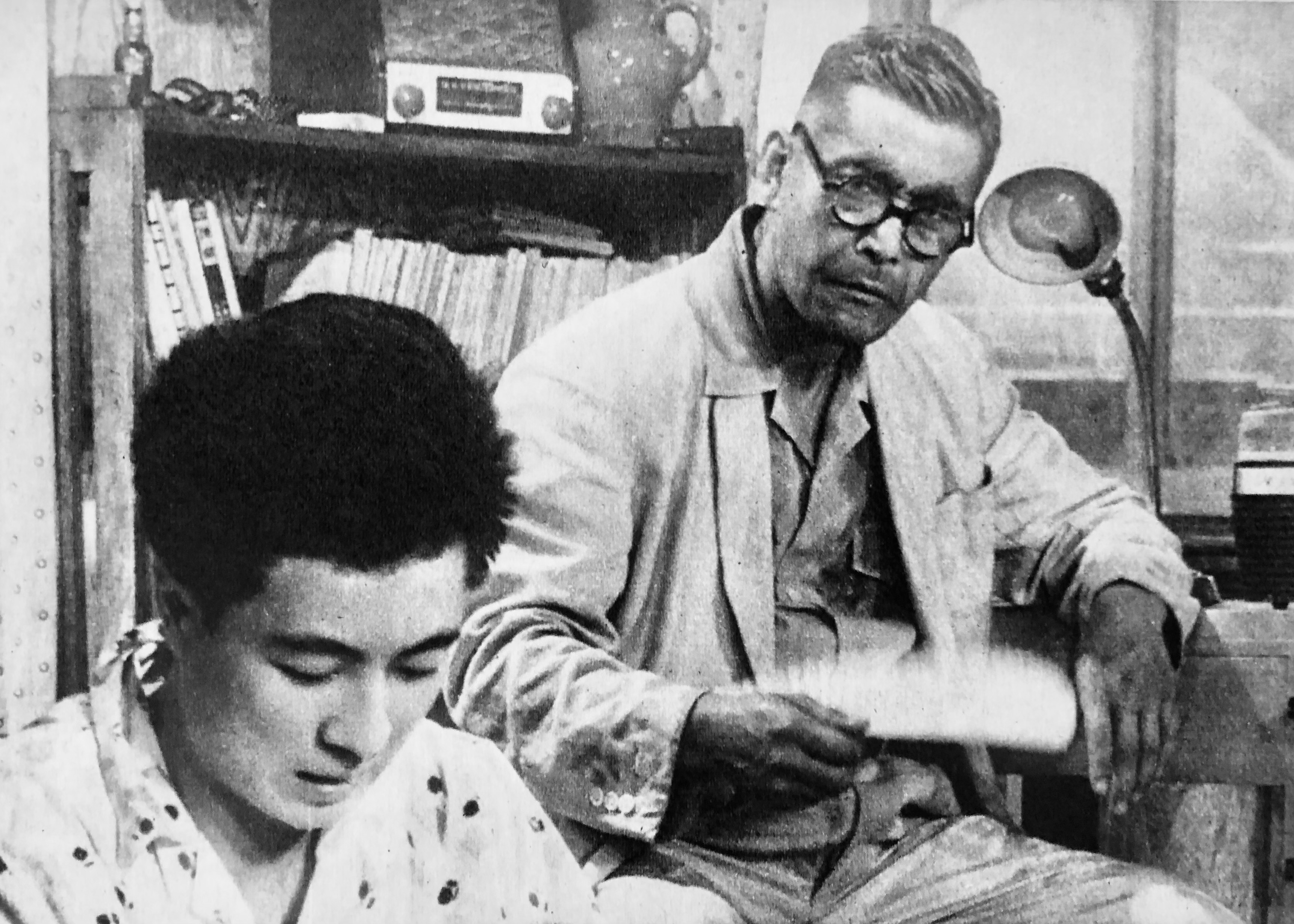
Os atores Hiroshi Tachikawa (esquerda) e Toshiro Mifune em cena do filme

- Toshiro Mifune como Kiichi Nakajima
- Takashi Shimura como Dr. Harada
- Minoru Chiaki como Jiro Nakajima, segundo filho mais velho de Kiichi
- Eiko Miyoshi como Toyo Nakajima, esposa de Kiichi
- Kyoko Aoyama como Sue Nakajima, filha legítima mais nova de Kiichi
- Haruko Togo como Yoshi Nakajima, filha mais velha de Kiichi
- Noriko Sengoku como Kimie Nakajima, esposa de Ichiro
- Akemi Negishi como Asako Kuribayashi, atual amante de Kiichi e mãe de uma criança que é filho de Kiichi
- Hiroshi Tachikawa como Ryoichi Sayama, filho ilegítimo mais velho de Kiichi com uma ex-amante
- Kichijirō Ueda como Sr. Kuribayashi, pai de Asako
- Masao Shimizu como Takao Yamazaki, marido de Yoshi
- Yutaka Sada como Ichiro Nakajima, filho mais velho de Kiichi
- Kamatari Fujiwara como Okamoto
- Ken Mitsuda como Arak, o juizi
- Eijirō Tōno como um idoso do Brasil

## Produção

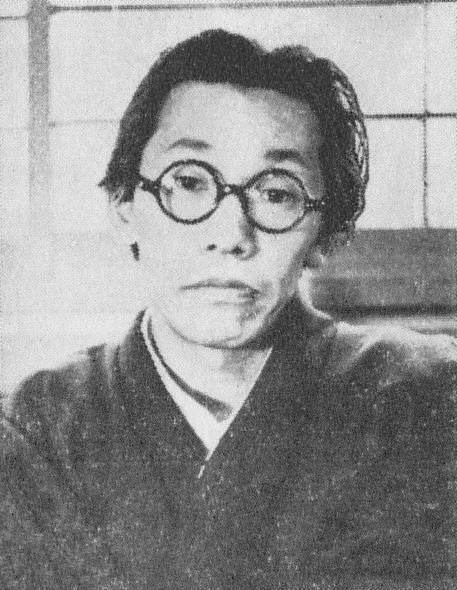
O compositor Fumio Hayasaka morreu enquanto trabalhava em Ikimono no Kiroku.

Ikimono no Kiroku foi o último filme em que o compositor Fumio Hayasaka trabalhou antes de morrer de tuberculose em 1955. Ele era amigo próximo de Akira Kurosawa desde Yoidore tenshi(1948) e colaborou com ele em vários filmes. O compositor e o diretor colaboraram para testar o "manejo opositivo da música e da performance" e, no livro Gama no Abura: Jiden no Yō na Mono, Kurosawa disse que trabalhar com Hayasaka mudou sua visão sobre como a música cinematográfica deveria ser usada; a partir de então, passou a ver a música como um “contraponto” às cenas e não apenas como um acompanhamento. Kurosawa lembrou que foi uma conversa com Hayasaka sobre armas nucleares após o incidente com o barco Daigo Fukuryū Maru em 1954 que inspirou na criação de Ikimono no Kiroku. Masaru Sato, aluno de Hayasaka, escreveu que completou a trilha sonora do filme.

## Mídia doméstica
A The Criterion Collection lançou Ikimono no Kiroku em DVD na América do Norte como parte de dois box sets sobre as obras de Kurosawa; Postwar Kurosawa de 2008, e AK 100: 25 Films by Akira Kurosawa, de 2009.